# Derrick De Marney
Pour les articles homonymes, voir Marney.
Derrick De Marney (Londres, 21 septembre 1906 – Londres, 18 février 1978) est un acteur anglais de cinéma et de théâtre, et un producteur. Il est d'ascendance française et irlandaise[réf. nécessaire].
Il est notamment connu pour son interprétation du rôle de Robert Tisdall dans le film de 1937 Jeune et Innocent, d'Alfred Hitchcock. 

## Filmographie partielle

### Acteur
- 1931 : Shadows d'Alexander Esway
- 1934 : Le Mouron rouge (The Scarlet Pimpernel) de Harold Young : un membre de la Ligue (non crédité)
- 1936 : Les Mondes futurs (Things to Come) de William Cameron Menzies : Richard Gordon
- 1937 : La Reine Victoria (Victoria the Great) d'Herbert Wilcox
- 1937 : Jeune et Innocent (Young and Innocent) d'Alfred Hitchcock : Robert Tisdall
- 1937 : Les Perles de la couronne de Sacha Guitry et Christian-Jaque : Darnley
- 1938 : Blond Cheat
- 1938 : Sixty Glorious Years
- 1939 : Flying Fifty-Five
- 1939 : Le lion a des ailes (The Lion Has Wings) d'Adrian Brunel, Brian Desmond Hurst et Michael Powell : Bill, le navigateur
- 1940 : Three Silent Men
- 1940 : The Spider de Maurice Elvey : Gilbert Silver
- 1941 : Dangerous Moonlight
- 1942 : The First of the Few
- 1942 : Spitfire de Leslie Howard : Chef d'escadrille Jefferson
- 1945 : Latin Quarter
- 1947 : Uncle Silas
- 1948 : Sleeping Car to Trieste
- 1956 : Ce sacré z'héros (Private's Progress) de John Boulting : Pat
- 1966 : Le Rayon de la mort (The Projected Man)